# Philodromus silvestrii
Philodromus silvestrii är en spindelart som beskrevs av Lodovico di Caporiacco 1940. Philodromus silvestrii ingår i släktet Philodromus och familjen snabblöparspindlar.
Artens utbredningsområde är Somalia. Inga underarter finns listade i Catalogue of Life.